# گابریلا چاوز (بازیکن فوتبال)
گابریلا چاوز (انگلیسی: Gabriela Chávez؛ زادهٔ ۹ آوریل ۱۹۸۹) بازیکن فوتبال اهل آرژانتین است.

وی همچنین در تیم‌های ملی فوتبال Argentina women's national under-20 football team و زنان آرژانتین بازی کرده‌است.
وی در مسابقات کشوری و بین‌المللی در مجموع برندهٔ ۱ مدال نقره شده‌است.